# 217
217（二百十七、にひゃくじゅうなな）は自然数、また整数において、216の次で218の前の数である。

## 性質
- 217は合成数であり、約数は 1, 7, 31, 217 である。
  - 約数の和は256。
    - 約数の和が平方数になる13番目の数である。1つ前は214、次は265。
    - 約数の和が2の累乗数になる7番目の数である。1つ前は127、次は381。
- 72番目の半素数である。1つ前は215、次は218。
  - 3連続で半素数が続く8番目の数である。1つ前は213、次は301。
  - 約数の個数が3連続で同じになる7番目の数である。1つ前は213、次は230。
- 約数の和が217になる数は1個ある。(100) 約数の和1個で表せる48番目の数である。1つ前は212、次は222。
  - 約数の和が奇数になる18番目の奇数である。1つ前は195、次は255。
  - n = 2 のときの 10n の約数の和とみたとき1つ前は18、次は2340。(オンライン整数列大辞典の数列 A046915)
- 各位の和が10となる21番目の数である。1つ前は208、次は226。
- 217 = 63 + 1 
  - n = 3 のときの 6n + 1 の値とみたとき1つ前は37、次は1297。(オンライン整数列大辞典の数列 A062394)
  - n = 6 のときの n3 + 1 の値とみたとき1つ前は126、次は344。(オンライン整数列大辞典の数列 A001093)
  - 217 = 13 + 63
    - 2つの正の数の立方数の和で表せる15番目の数である。1つ前は189、次は224。(オンライン整数列大辞典の数列 A003325)
    - 異なる2つの正の数の立方数の和で表せる11番目の数である。1つ前は189、次は224。(オンライン整数列大辞典の数列 A024670)

  - 217 = 13 + 63 = (−8)3 + 93
    - 2つの立方数の和2通りで表せる4番目の数である。1つ前は189、次は513。(オンライン整数列大辞典の数列 A051347)
- 217 = 93 − 83
  - n = 9 のときの n3 − (n − 1)3 の値とみたとき1つ前は169、次は271。(オンライン整数列大辞典の数列 A003215)
  - 217 = 92 + 9 × 8 + 82
    - 1辺9の立方体を1辺1の立方体729個を使って作ったとき、同時に見ることができる1辺1の立方体は最大217個である。
- 217 = 32 + 82 + 122 = 62 + 92 + 102
  - 3つの平方数の和2通りで表せる53番目の数である。1つ前は214、次は218。(オンライン整数列大辞典の数列 A025322)
  - 異なる3つの平方数の和2通りで表せる33番目の数である。1つ前は213、次は218。(オンライン整数列大辞典の数列 A025340)
- 217 = 13 + 33 + 43 + 53
  - 4つの正の数の立方数の和で表せる47番目の数である。1つ前は206、次は219。(オンライン整数列大辞典の数列 A003327)
  - 異なる正の数の4つの立方数の和1通りで表せる4番目の数である。1つ前は198、次は224。(オンライン整数列大辞典の数列 A025408)
- 217 = 192 − 144
  - n = 19 のときの n2 − 122 の値とみたとき1つ前は180、次は256。(オンライン整数列大辞典の数列 A132766)

## その他 217 に関連すること
- 年始から数えて217日目は8月5日。
- JR東日本E217系電車
- 第217代ローマ教皇はレオ10世（在位：1513年3月9日～1521年12月1日）である。